# Ukrajinci u Vojvodini
Ukrajinci u Vojvodini su jedna od nacionalnih manjina u autonomnoj pokrajini Vojvodini u Republici Srbiji.

## Jezik i vjera
Govore ukrajinskim jezikom. Po vjeri su grkokatolici.

## Naseljenost
Prema popisu iz 2002. u Vojvodini je živjelo 4365 Ukrajinaca, što ih je činilo 12. po brojnosti nacionalnom zajednicom. 
Najviše ih je u Bačkoj u općinama Vrbas, gdje čine 2,12% i u Kula, gdje čine 3,00%.

## Povijest
Na područje današnje Vojvodine su u najvećem broju došli nakon oslobađanja južne Ugarske od Turaka, za vrijeme Habsburške Monarhije. Pripadaju novijoj ukrajinskoj doseljeničkoj zajednici.Ukrajinci koji su pripadali katoličkoj vjeri su bili izloženi asimilacijskim pritiscima od strane habsburških (germanizacija), u 19. st. mađarskih (mađarizacija) i u 20. st. srpskih vlasti.Nakon ulaska u Jugoslaviju, dio Ukrajinaca pravoslavne vjere je bio asimiliran u Srbe.

## Kultura
List za Ukrajince i Rusine Ruske slovo ("Руске слово").

## Stanje po popisima
Statistike do 1991. ih bilježe skupa s Rusinima, kao i 1948... 
Po metodama popisa 1880., Ukrajinaca i Rusina je bilo 9299 i činili su 0,8% stanovnika današnjeg područja Vojvodine. Bili su 7. po brojnosti, iza Srba, Nijemaca, Mađara, Hrvata (zajedno s Hrvatima zapisanim kao Bunjevci i Šokci), Rumunja i Slovaka.
Po metodama popisa 1890., Ukrajinaca i Rusina je bilo 11.022 i činili su 0,8% stanovnika današnjeg područja Vojvodine. Bili su 7. po brojnosti.
Po metodama popisa 1900., Ukrajinaca i Rusina je bilo 12.663 i činili su 0,9% stanovnika današnjeg područja Vojvodine. Bili su 7. po brojnosti.
Prema popisu iz 1948., bilo je 22.083 Ukrajinca i Rusina, a činili su 1,3% stanovništva. Bili su 8. po brojnosti.
Prema popisu iz 1981., bilo je 24.306 Ukrajinaca i Rusina, a činili su 1,2% stanovništva. Bili su 7. po brojnosti.
Popis iz 1991. ih bilježi odvojeno od Rusina. Bilo je 2057 Ukrajinaca, a činili su 0,1% stanovništva. Bili su 15. po brojnosti.
Popis iz 2002. ih bilježi odvojeno od Rusina. Bilo je 4635 Ukrajinaca, a činili su 0,1% stanovništva. Bili su 12. po brojnosti. Skok od dvije tisuće treba pripisati smanjenju broja Rusina za otprilike isti broj u odnosu na prošli popis.

## Vanjske poveznice
- Ruske slovo